# Clossiana anka
Clossiana anka är en fjärilsart som beskrevs av Hans Fruhstorfer 1907. Clossiana anka ingår i släktet Clossiana och familjen praktfjärilar. Inga underarter finns listade i Catalogue of Life.